# Schloss Wöbbel

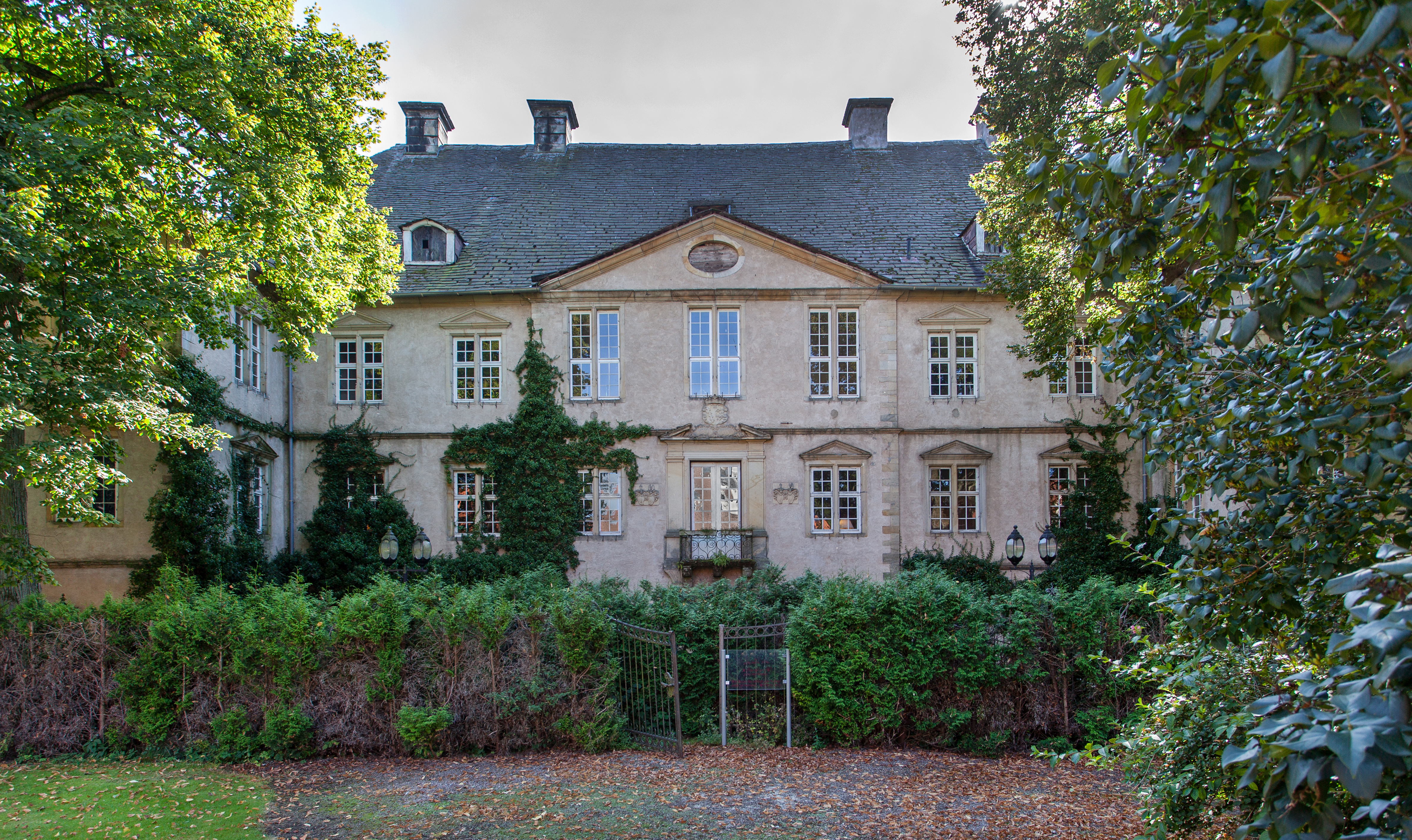
Schloss Wöbbel, Nordseite

Das Schloss Wöbbel ist ein Barockbau im Ort Wöbbel, Stadt Schieder-Schwalenberg in Lippe, Nordrhein-Westfalen. 

## Geschichte
Das Schloss wurde 1690 vom lippischen Hofbeamten Lewin Moritz von Donop als Eigentümer errichtet, nachdem ein Vorgängerbau im Renaissancestil im Dreißigjährigen Krieg zerstört wurde. Es wurde im Stil des holländischen Klassizismus errichtet. Die Freitreppe zum Schloss wurde 1720 abgerissen, nachdem ein Sturz tödlich endete; die Gräben wurden 1870 zugeschüttet. Von 1584 bis 1958 war das Schloss im Besitz der Familie derer von Donop.
Zum Gebäudetrakt des Schlosses gehören ein Schlossgarten und Wirtschaftsgebäude. Die Anlage befindet sich heute in Privatbesitz.
Während des Zweiten Weltkrieges, beginnend ab 1942, wurden Teile des Stadtarchivs Münster in das Schloss Wöbbel verlegt, um sie vor Angriffen zu schützen.